# توماس غليسون
توماس غليسون (بالإنجليزية: Thomas Gleeson)‏ هو فلاح وسياسي أمريكي، ولد في 17 ديسمبر 1847، وتوفي في 30 مايو 1912. انتخب عضو جمعية ولاية ويسكونسن.